# Eboué (Aboisso)
Pour les articles homonymes, voir Eboué.
Eboué  est une localité du sud-est de la Côte d'Ivoire, appartenant au département d'Aboisso, région du Sud-Comoé. La localité d'Eboué est un chef-lieu de commune. Elle est située à 19 km au sud-est d'Aboisso, au bord d'une vaste lagune.
Le village se trouve en pays Sanwi.